# Tweekleurig rouwkorstje
De tweekleurig rouwkorstje (Tomentella botryoides) is een paddenstoel uit de familie Thelephoraceae. Het leeft saprotroof en/of mycorrhizavormend, vooral met loofbomen, zelden naaldbomen.

## Eigenschappen
De sporen zijn gemiddeld 6-7,5 µm. Onvolgroeide basidia clavaat tot utriform. Basidia en hyfen sterk cyaanachtig. Hymenofoor glad tot korrelig, zwartbruin. Rhizomorfen duidelijk, marge en subiculum ijzerachtig-geelachtig.

## Verspreiding
Het tweekleurig rouwkorstje komt met name voor in Europa, Noord-Amerika en sporadisch hierbuiten. In Nederland komt het rouwkorstje uiterst zeldzaam voor.